# Georgi Kapriew
Georgi Teologow Kapriew (bulgarisch Георги Теологов Каприев; * 6. März 1960 in Burgas) ist ein bulgarischer Philosoph.

## Leben
Er studierte und promovierte im Fach Philosophie an der Universität Sofia und spezialisierte als DAAD-, Humboldt-, KAAD- und Melon-Stipendiat in Köln und Paris. Er lehrt als Professor für Philosophie an der Universität Sofia.
Seine Forschungsschwerpunkte sind mittelalterliche (byzantinische und lateinische) Philosophie, orthodoxe Theologie, Philosophie und Soziologie der Kultur und Philosophie und Kunst des 20. Jahrhunderts.

## Schriften (Auswahl)
- …ipsa vita et veritas. Der „ontologische Gottesbeweis“ und die Ideenwelt Anselms von Canterbury. Leiden 1998, ISBN 90-04-11097-6.
- Philosophie in Byzanz. Würzburg 2005, ISBN 3-8260-2667-5.
- Максим Изповедник. Въведение в мисловната му система. Sofia 2010, ISBN 9543216703.
- Lateinische Rivalen in Konstantinopel: Anselm von Havelberg und Hugo Eterianus (= Recherches de Théologie et Philosophie Médiévales – Bibliotheca 15), Leuven, 2018, ISBN 978-90-429-3620-1.
- Die Philosophie des Mittelalters, Bd. 1: Byzanz, Judentum, Alexander Brungs, Georgi Kapriev, Vilem Mudroch (Hrsg.), Basel, 2019, ISBN 978-3-7965-2623-7.
- The Dionysian Traditions, Georgi Kapriev (Hrsg.), Turnhout, 2021, ISBN 978-2-503-59339-5.
- Byzantine Philosophy: A Systematic Perspective, Leiden - Boston, 2025, ISBN 978-90-04-72896-7.